# Thomas Gilman
Thomas Patrick Gilman, född 28 maj 1994, är en amerikansk brottare som tävlar i fristil. 

## Karriär
Gilman tävlade i 57 kg-klassen vid olympiska sommarspelen i Tokyo som hölls i augusti 2021. I den första omgången förlorade han med 5–4 mot den regerande världsmästaren och senare OS-guldmedaljören Zaur Ugujev. I återkvalet besegrade Gilman Gulomjon Abdullaev från Uzbekistan och sedan iranska Reza Atri och vann då bronsmedaljen.
Vid VM 2021 som hölls två månader senare besegrade han ryska Abubakar Mutaliev, nordmakedonska Vladimir Egorov och tyska Horst Lehr för att ta sig till karriärens andra VM-final. I finalen besegrade Gilman iranska Alireza Sarlak och tog sitt första VM-guld.